# 里奇韋 (紐約州)
里奇韋（英語：Ridgeway）是一個位於美國紐約州奧爾良縣的鎮。

## 人口
根據2020年美國人口普查的數據，里奇韋的面積為130.13平方千米，當中陸地面積為129.57平方千米，而水域面積為0.56平方千米。當地共有人口6598人，而人口密度為每平方千米51人。